# Luna 27
Luna 27 ou atterrisseur Luna-Resours est une mission spatiale d'exploration de la Lune développée par l'Agence spatiale fédérale russe (Roscosmos) avec une participation notable de l'Agence spatiale européenne (ESA). L'objectif de la mission est de poser un atterrisseur au bassin Pôle Sud-Aitken, une région inexplorée de la Lune et d'étudier sur place la composition de la surface et de carottes du terrain prélevées à l'aide d'une foreuse. Le lancement est prévu vers 2025 et la mission a une durée prévue de 1 an.  

## Historique du projet

### Une mission indo-russe
À compter de 1997, les ingénieurs et scientifiques russes tentent de mettre au point une mission robotique lunaire baptisée Luna-Glob dans un contexte financier peu favorable. La Lune n'a plus été visitée par une mission spatiale soviético-russe depuis 1976. Le projet est rendu officiel en 2006 mais sans pour autant obtenir de budget. Un deuxième projet de mission robotique lunaire, baptisé Luna-Resours, est proposé à compter de 2007 dans le cadre d'une collaboration avec l'Inde. Ce pays commence à développer à l'époque sa deuxième sonde lunaire baptisée Chandrayaan-2 dont le lancement est alors planifié vers 2010/2011. Un accord de coopération est signé entre l'Inde et la Russie en 2007. Il prévoit que la Russie développera un astromobile de 400 kilogrammes qui doit être déposé sur le sol lunaire par la sonde spatiale indienne. L'orbiteur indien, autre sous-ensemble de la sonde spatiale, doit embarquer plusieurs instruments scientifiques russes. Chandrayaan-2 doit être lancé par une fusée indienne GSLV Mk-II. Le projet ne remplace pas Luna-Glob et doit être lancé après cette sonde spatiale. Il reçoit un nom russe Luna-Resours.

### Définition des objectifs scientifiques
Pour l'Inde, l'objectif de cette coopération est de prendre de l'avance sur la Chine qui étudie à la même époque l'envoi d'un rover à la surface de la Lune (Chang'e 3). L'accord de coopération, dont les motivations côté russe sont politiques, constitue une surprise pour les scientifiques russes et les responsables du projet Luna-Glob qui n'ont pas été consultés. Il faudra de nombreuses années et plusieurs évolutions du projet pour que des objectifs scientifiques cohérents soient définis pour les deux missions. Les scientifiques russes décident que le rover sera utilisé pour collecter des échantillons qui seront renvoyés sur Terre par une mission ultérieure baptisée Luna Grunt. Dans cette optique, l'orbiteur de Luna-Glob est amené à jouer un rôle logistique en assurant les liaisons radio entre les missions au sol et la Terre. Deux objectifs scientifiques majeurs sont définis pour ces missions. Le premier est l'étude de l'activité sismique de la Lune tandis que le deuxième est la recherche de la présence d'eau dans les régions polaires. En effet, les missions spatiales de la NASA, Clementine (lancée en 1994) et Lunar Prospector (1999), ont découvert que de l'eau était présente dans les zones des cratères situées en permanence à l'ombre dans les régions polaires de la Lune. La confirmation de ces indices, la quantification de l'eau présente constituent des enjeux scientifiques majeurs mais constituent également un enjeu important pour les futures missions avec équipage.

### Évolutions de la mission
Les débats sur les objectifs scientifiques et les caractéristiques techniques de la mission entrainent en 2009 un report du lancement à 2015. Mais la Chine ayant annoncé qu'elle lancera son propre rover dès 2013, les responsables russes et indiens décident d'optimiser le projet de manière à pouvoir avancer le lancement de Chandrayaan-2 en 2012. Le scénario retenu pour prendre en compte cette contrainte fait l'objet d'un contrat russo-indien signé en avril 2010. Il prévoit le lancement d'un orbiteur indien associé à un atterrisseur russe de 1260 kg. Ce dernier emporte un petit rover de 15 kg développé par l'Inde. Environ 35 kg d'instrumentation scientifique russe sont embarqués à bord de l'orbiteur indien. L'atterrisseur russe comprend un bras télécommandé muni d'une foreuse pouvant prélever une carotte du sol jusqu'à 1 mètre de profondeur. Le rover russe de grande taille prévu initialement est abandonné. Début 2011, la date de lancement de Luna-Resours est fixée à septembre 2013 tandis que celle de Luna-Glob est repoussée au-delà. Dix instruments dont 8 sur l'orbiteur et deux sur l'atterrisseur sont sélectionnés en 2010. Sept d'entre eux sont fournis par l'Inde.

### Les répercussions de l'échec de Phobos-Grunt: retrait de l'Inde du projet
La mission martienne Phobos-Grunt russe développée par Lavotchkine et lancée en 2011 est un échec total qui met en évidence la perte de compétences de l'industrie russe dans le domaine de l'exploration spatiale ainsi que des problèmes d'organisation particulièrement aigus qui seront confirmés par des échecs ultérieurs. En conséquence, les lancements des missions lunaires Luna-Resours et Luna-Glob ne sont plus prévus avant 2016-2017. En aout 2014, les responsables indiens annoncent leur décision de mettre un terme à l'accord de coopération avec la Russie. L'Inde décide de développer son propre atterrisseur et se donne pour objectif un lancement en 2016 ou 2017.

### Participation européenne (annulée)
L'agence spatiale russe Roscosmos et l'Agence spatiale européenne signent en 2015 une lettre d'intention concernant la coopération sur les missions spatiales lunaires. Dans le cadre de cet accord, l'agence européenne fournit le système de navigation optique (PILOT) utilisée pour l'atterrissage et une foreuse baptisée PROSPECT (Package for Resource Observation and in-Situ Prospecting in support of Exploration, Commercial exploitation and Transportation) qui doit permettre de prélever une carotte du régolithe lunaire jusqu'à 2 mètres de profondeur. En avril 2017, les responsables russes annoncent que la date de lancement de Luna-Resours est repoussée à fin 2022, la priorité étant donnée à Luna-Glob dont l'envol est prévu en 2019. À la suite de l'invasion de l'Ukraine par la Russie en février 2022, l'Agence spatiale européenne décide d'arrêter sa participation à la mission. La foreuse Prospect ne sera pas embarquée sur Luna 27 mais elle sera envoyée à la surface de la Lune par la NASA (programme CPLS) qui attribue le lancement à Intuitive Machines,.

## Le programme d'exploration lunaire russe
Luna 27 s'inscrit dans un programme d'exploration lunaire dont l'objectif final est de résoudre d'importantes questions scientifiques (origine et évolution de la Lune, caractéristiques des régions polaires, volatiles présents, exosphère et rayonnement) et de fournir les éléments indispensables (connaissances du terrain, ressources exploitables) aux futures missions avec équipage. Le programme d'exploration lunaire russe, tel qu'il a été défini en 2016, prévoit des missions robotiques de complexité croissante tenant compte du niveau de maitrise technique des ingénieurs russes et des contraintes budgétaires. À terme, le programme doit permettre l'installation d'observatoire de l'espace profond et du système solaire ainsi que des laboratoires scientifiques. Pour remplir ces objectifs, les missions robotiques suivantes sont prévues (projection effectuée en 2016) : 
- l'atterrisseur Luna-Glob (Luna 25) est un engin spatial léger qui doit effectuer une première analyse du régolithe lunaire dans les régions polaires jusqu'à une profondeur de 50 centimètres et collecter des données sur l'exosphère. Il doit également valider les techniques d'atterrissage et les systèmes de télécommunications qui seront mis en œuvre par les missions lunaires suivantes ;
- l'orbiteur Luna Resours (Luna 26) doit être placé sur une orbite polaire de 100 km. Sa mission est de cartographier l'ensemble de la Lune, d'analyser l'exosphère et le plasma autour de la Lune, d'identifier des sites d'atterrissage dans les régions polaires et de servir de relais de télécommunications pour les missions au sol. Sa date de lancement est prévue vers 2020 ;
- l'atterrisseur Luna Resours (Luna 27) est un engin plus lourd qui doit atterrir également dans la région du pôle sud. Il doit effectuer une analyse du régolithe lunaire jusqu'à une profondeur de 2 mètres et collecter des données sur l'exosphère. Sur le plan technologique, il doit valider une technique d'atterrissage de haute précision permettant d'éviter les obstacles au sol. Il doit mettre en œuvre une foreuse capable de préserver la température des carottes de terrain prélevées. Sa date de lancement est prévue vers 2021 ;
- la mission retour d'échantillon Luna Grunt (Luna 28) a pour objectif de ramener sur Terre des échantillons du sol lunaire dont la température a été préservée.

## Objectifs de la mission
Sur le plan scientifique la mission Luna-Resours doit :
- déterminer les propriétés thermiques et mécaniques du régolithe des régions polaires prélevé jusqu'à une profondeur de 2 mètres ;
- déterminer le contenu en eau et la proportion des éléments chimiques présents dans le sol proche de la surface du régolithe polaire ;
- mesurer les caractéristiques du régolithe polaire ;
- déterminer les caractéristiques du plasma et de l'exosphère neutre dans les régions polaires ;
- mesurer les caractéristiques de poussière dans les régions polaires ;
- effectuer des mesures des séismes en fournissant avec une grande précision leur source.

Sur le plan technique la mission doit valider :
- une technique d'atterrissage de haute précision permettant d'éviter les obstacles au sol ;
- les liaisons radio en UHF entre les régions polaires en surface et l'orbite lunaire ;
- une foreuse capable de préserver la température des carottes de terrain prélevées.

## Caractéristiques techniques
L'atterrisseur a une masse de 2,2 tonnes dont environ 200 kg d'équipements scientifiques.
| Instrument                   | Description                                                                    | Masse   | Position          | Fournisseur                |
| ---------------------------- | ------------------------------------------------------------------------------ | ------- | ----------------- | -------------------------- |
| Émetteur radio               | Fournit un signal radio très stable                                            | 1,7 kg  | Pont principal    | IKI                        |
| Caméra                       | Caméra en lumière visible                                                      | 0,5 kg  | Bras télécommandé | IKI                        |
| Laboratoire analyse chimique | Analyse chromatographique et à l'aide d'un spectromètre de masse des volatiles | 10,4 kg | Pont principal    | IKI et Université de Berne |
| LASMA                        | Spectromètre de masse laser                                                    | 2,8 kg  | Pont principal    | IKI et Université de Berne |
| Spectromètre imageur         | Imagerie optique et ultraviolet des minéraux                                   | 0,5 kg  | Pont principal    | IKI                        |
| ADRON                        | Analyse de la composition du régolithe par analyse neutrons et gamma           | 6,7 kg  | Pont secondaire   | IKI                        |
| RAT                          | Mesure de la température de la surface du régolithe                            | 0,5 kg  | Pont secondaire   | IKI                        |
| PML                          | Mesure de la poussière et des micrométéorites                                  | 1,5 kg  | Pont secondaire   | IKI                        |
| SEISMO                       | Mesure de l'activité sismique                                                  | 1 kg    | Pont principal    | IFZ (ru)                   |
| ARIES                        | Mesure du plasma et particules neutres                                         | 2,2 kg  | Pont principal    | IKI                        |
| Caméra panoramique           | Image panoramique                                                              | 0,2 kg  | Pont principal    | IKI                        |
| Rétro-réflecteur laser       | Mesure des mouvements de libration de la Lune et de la distance Terre-Lune     | 0,1 kg  | Pont principal    | NPO SPP                    |
| TERMO-L                      | Caractéristiques thermiques du régolithe                                       | 1,2 kg  |                   | GEOKHI                     |

### Contributions de l'Agence spatiale européenne
Avant l'annulation de sa contribution à la suite de l'invasion de l'Ukraine par la Russie de février 2022, il était prévu que l'Agence spatiale européenne fournisse le système de navigation optique (PILOT) utilisée pour l'atterrissage et une foreuse baptisée PROSPECT (Package for Resource Observation and in-Situ Prospecting in support of Exploration, Commercial exploitation and Transportation) dérivée d'un équipement similaire développé pour le rover ExoMars. Celle-ci devait permettre de prélever une carotte du régolithe lunaire jusqu'à 2 mètres de profondeur tout en évitant qu'elle soit soumise à des conditions thermiques différentes de son site de prélèvement.